# Nealcidion triangulare
Nealcidion triangulare es una especie de escarabajo longicornio del género Nealcidion, tribu Acanthocinini, subfamilia Lamiinae. Fue descrita científicamente por Bates en 1863.

## Descripción
Mide 4-7,5 milímetros de longitud.

## Distribución
Se distribuye por Brasil, Ecuador, Guayana Francesa y Venezuela.